# العلاقات السورية اللبنانية
تعتبر لبنان بالنسبة لسورية منطقة امتداد جغرافي طبيعي، ويعتبر حزب البعث السوري أن لبنان هو أحد الأقاليم التابعة للقطر السوري مثلها مثل فلسطين وامتداد بلاد الشام ولكن ما يزيد في لبنان انه يمتد على مساحة قريبة جدا من قلب وسط سورية الغربي ونافذة جنوبية لسورية على البحر المتوسط وموقع استراتيجي إذا ما استعمل ضد سوريا يهدد امنها الداخلي, لذلك حاولت وما زالت تحاول سوريا جاهدة على أن لا يقع لبنان في ايدي معادية لسوريا تهدد امنها الاستراتيجي ,منذ استقلال سورية ولبنان عن فرنسا عام 1943 شهدت العلاقة بين البلدين حالات مد وجزر مرتبطة باتجاهات الأنظمة المتعاقبة على الحكم في سورية والمصالح الإقليمية لها وعلاقاتها بتيارات وتنظيمات سياسية داخل لبنان، فمنذ الاستقلال وحتى عام 1949 كانت العلاقات إيجابية. أما من الجهة اللبنانية فيرى اللبنانيون أن الجيش العربي السوري قام باحتلال لبنان في عام 1976 حتى عام 2005 ما يعني أن دخول القوات البرية السورية إلى لبنان انتظرت 14 عاما حتى يخرج لبنان من الحرب على أرضه. واضافة إلى ذلك بقي الجيش العربي السوري منذ عام 1990 حتى عام 2005 موجودا في لبنان رغم عن كل المعارضات من الداخل اللبناني على هذا الوجود الذي ساهم في تغيير الثقافة والهيكلية الاقتصادية في لبنان حتى في عقيدة الجيش.
عام 1949 قام حسني الزعيم بأول انقلاب في سوريا تدهورت على إثره العلاقة مع لبنان، وبلغ سوء العلاقات ذروته أثناء أحداث عام 1958 في لبنان.
وبعد حرب يونيو/حزيران عام 1967 وزيادة النشاط السياسي على الساحة اللبنانية، ثم التواجد العسكري الفلسطيني في لبنان عقب حرب سبتمبر/ أيلول عام 1970 عاد الدور السوري في لبنان إلى النشاط بحيث بلغ ذروته عام 1976 بدخول القوات السورية إلى لبنان تحت غطاء عربي ودولي.
غيرت سوريا تحالفاتها السياسية في لبنان بعد دخول قواتها اليه حسب ما تقتضيه مصالحها وتحالفاتها المحلية والإقليمية. وبعد نهاية الحرب الأهلية اللبنانية عام 1991 وقع لبنان وسورية معاهدة صداقة وتعاون سياسي واقتصادي وأمني.
في عام 2005 سحبت سوريا قواتها من لبنان بعد تعرضها لضغوط دولية. وطوال الفترة السابقة ومنذ قيام لبنان لم تكن هناك علاقات دبلوماسية كاملة بين سوريا ولبنان بسبب اصرار الحكومة السورية على عدم وجود أي نوع من العلاقات الطبيعية الدبلوماسية.
وفي عام 2008 وبعد ضغط شديد من اللبنانيين أعلن الرئيس السوري بشار الأسد إقامة علاقات على مستوى سفارة مع لبنان بعدما تم إقامة سفارة سورية في لبنان.
وفي 11 يناير 2025، عقد قائد الإدارة السورية الجديدة أحمد الشرع مؤتمرًا صحفيًا مشتركًا مع رئيس وزراء لبنان نجيب ميقاتي في قصر الشعب في سوريا، وقال خلال المؤتمر أن "نعطي فرصة لانفسنا لبناء علاقة إيجابية في المراحل المقبلة مبنية على سيادة لبنان وسوريا. وسنقف في سوريا على مسافة واحدة من الجميع في لبنان وسنحاول حل المشاكل. وتحدثنا عن المسائل العلاقة ومسائل التهريب والودائع السورية في البنوك اللبنانية". من جانبه قال ميقاتي أن "من واجبنا تفعيل العلاقات على قاعدة السيادة الوطنية لكلا البلدين".